# Allsta
Allsta är en ort i Tuna socken i Sundsvalls kommun. SCB hade före 2015 för en del av bebyggelsen avgränsat en småort namnsatt till Allsta (norra delen). En annan del av bebyggelsen ingick i tätorten Klingsta och Allsta. Från 2015 ingår hela orten Allsta i tätorten och småorten har upplösts.